# Amido Baldé
Amido Baldé CvIH (Bissau, 16 de maio de 1991) é um futebolista guineense que atua como atacante. 
Contratado pelo Sporting CP, foi emprestado sucessivamente ao Santa Clara, Badajoz e Cercle Brugge. Adquirido pelo Vitória de Guimarães, já no ano seguinte, em junho de 2013 é transferido ao Celtic.
Pela Seleção Portuguesa sub20, disputou o Campeonato Mundial Sub-20 de 2011, quando obteve o vice-campeonato.
A 6 de Setembro de 2011, foi feito Cavaleiro da Ordem do Infante D. Henrique.